# Sam Langford

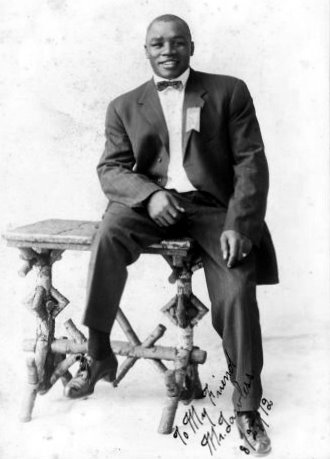
Sam Langford

Samuel Edgar Langford (Weymouth (Nova Scotia), 4 maart 1886 – Cambridge (Massachusetts), 12 januari 1956), bijgenaamd The Boston Tar Baby, was een Canadees bokser uit het begin van de 20e eeuw. 
Langford was afkomstig uit Nova Scotia en vertrok tijdens zijn adolescentie naar Boston. Hij vocht in vele gewichtsklasses, van lichtgewicht tot zwaargewicht, en versloeg vele wereldkampioenen van die tijd in elke gewichtsklasse. Langford was een vijfvoudig World Colored Heavyweight Champion (1910-1918), een titel die tot aan het begin van de 20e eeuw werd toegekend aan zwarte boksers. Daarnaast versloeg Langford de regerend lichtgewichtkampioen Joe Gans in een gevecht zonder een wereldtitel. 
Langford werd vaak geweigerd voor een gevecht om het wereldkampioenschap vanwege de rassensegregatie. Ook weigerde Jack Johnson, de eerste zwarte wereldkampioen zwaargewicht en van wie Langford eerder verloor, om in een rematch zijn titel tegen hem te verdedigen.
Veel boksliefhebbers beschouwen Langford als de beste bokser die nooit een wereldtitel heeft gewonnen. ESPN noemde hem "de grootste vechter die niemand kent".